# Léon Hamonet
Pour les articles homonymes, voir Hamonet.
Léon Constant Jean Sébastien Hamonet, né le 13 décembre 1877 à Erquy et mort le 12 février 1953 à Rennes, est un peintre français.

## Biographie
Né d'un père capitaine au long cours, Léon Hamonet grandit à la ville Bourse à Erquy. En 1889, sa famille s'installe à Bordeaux, élève à l'Institut des Frères des Ecoles Chrétiennes Jean-Baptiste de La Salle en 1892, où il obtint le premier prix de dessin d'ornement. Il choisit de s'inscrire à l'école des beaux-arts de Bordeaux, et étudie auprès du peintre Alfred Smith.
Il parcourt les landes et les rivages de la côte d'Emeraude et immortalise avec beaucoup de sensibilité ces paysages bretons . Son talent d'aquarelliste ne l'empêche pas de travailler aussi la peinture à l'huile .
Il expose régulièrement dans les Galeries de Dinan, Rennes, Saint Brieuc.
On estime à plus d'un millier les œuvres de cet artiste.
Il est le grand-père du médecin Claude Hamonet.